# Mallika Sherawat
Mallika Sherawat, pseudonimo di Reema Lamba (Rohtak, 24 ottobre 1976), è un'attrice indiana.
Laureata in filosofia alla Miranda House dell'Università di Delhi, ha adottato lo pseudonimo di Mallika ("imperatrice") per evitare confusioni con altre attrici di nome Reema. Sherawat è il cognome della madre.
In India ha suscitato scalpore con vari ruoli cinematografici in cui compare spesso svestita o in scene di effusioni e baci.

## Filmografia
- Jeena Sirf Merre Liye (2002)
- Khwahish (2003)
- Kis Kis Ki Kismat (2004)
- Murder (2004)
- Bachke Rehna Re Baba (2005)
- The Myth - Il risveglio di un eroe (2005)
- Pyaar Ke Side Effects (2006)
- Shaadi Se Pehle (2006)
- Darna Zaroori Hai (2006)
- Guru (2007) (item number Mayya)
- Preeti Eke Bhoomi Melide (2007)
- Aap Ka Suroor - The Real Love Story (2007)
- Fauj Mein Mauj (2007)
- Welcome, regia di Anees Bazmee (2007)
- Dasavathaaram (2008)
- Maan Gaye Mughal-e-Azam (2008)
- Hisss (2010)
- Politics of Love (2011)
- Osthe (2011) (item number Kalasala)
- Tezz (2012) (item number Laila)
- Kismat Love Paisa Dilli (2012)
- Hawaii Five-0 (2014)
- Dirty Politics (2015)
- Time Raiders (2016)